# Jack DeJohnette
Jack DeJohnette, né le 9 août 1942 à Chicago, est un batteur et pianiste de jazz américain.
En 1966, il commence à être reconnu en jouant au sein du John Coltrane Quintet puis au sein du quartet de Charles Lloyd auquel appartient alors aussi le jeune Keith Jarrett.
Jack DeJohnette va ensuite jouer de la batterie pour Miles Davis, notamment sur l'album Bitches Brew en 1969. Il est rejoint au sein du groupe par le pianiste Keith Jarrett. Il forme, dans les années 1980, avec Jarrett et le contrebassiste Gary Peacock, le célèbre Keith Jarrett Trio.
Jack DeJohnette a aussi enregistré une série d'albums sur ECM en tant que leader depuis la fin des années 1960.

## Équipement
Kit actuel : Batterie Sonor delite
- 22" grosse caisse
- 14" caisse claire
- 8" Tom
- 10" Tom
- 12" Tom
- 14" Tom
- 16" Tom

Cymbales : Sabian
- 17" Vault Crash
- 18" Vault Crash
- 22" Vault Flat Ride
- 22" Vault Chinese
- 22" Vault Mini-Bell Ride

## Discographie

### Albums solos
- 1985 : The Jack DeJohnette Piano Album
- 1989 : Jack DeJohnette quartet, Parrallel realities live (avec Herbie Hancock, Pat Metheny  et Dave Holland)
- 1989 : Jack DeJohnette quartet, Under the sky
- 1997 : Jack DeJohnette quartet, Oneness (avec Jerome Harris : Electric guitar, Bass guitar / Don Alias : Percussion / Michael Cain: Piano). ECM Record
- 2006 : Jack DeJohnette feat. Bill Frisell, Elephant Sleeps But Still Remembers
- New Directions: Eddy Gomez, John Abercombrie, Jack deJohnette, Lester Bowie. ECM (1978)

### Participations avec d'autres artistes
avec Keith Jarrett trio
nombreux (15) disques chez ECM. Trio:  Gary Peacock, Keith Jarrett, Jack deJohnette
avec Anouar Brahem
- Blue Maqams (2017)

avec Herbie Hancock
- Blow-Up (1966)
- The New Standard (1996)
- Future 2 Future (2001)

avec Miles Davis
- Directions (1968-70)
- Bitches Brew (1969)
- Miles Davis at Fillmore: Live at the Fillmore East (1970)
- Live-Evil (1970)
- Big Fun (1970)
- Black Beauty: Live at the Fillmore West (1970)
- Live at the Fillmore East, March 7, 1970: It's About that Time (1970)
- A Tribute to Jack Johnson (1970)
- Circle in the Round (1970)
- On the Corner (1972)

avec John Abercrombie
- Timeless (1975)

avec Bill Evans
- At the Montreux Jazz Festival(1968)

avec DaveHolland
- Triplicate, with Steve Colman, Jack deJohnette. ECM, (1988).

avec John Surman
- The Amazing Adventures of Simon Simon. ECM (1981)

Jack DeJohnette a également constitué, avec Larry Grenadier, John Medeski et John Scofield le groupe Hudson, dont l'album éponyme est sorti en 2017.
avec Sting 
- If on a Winter's Night... (2009) sur le titre The Burning Babe